# Lettres d'un voyageur

Les Lettres d'un voyageur sont des écrits de George Sand, datés de 1834 à 1836 et édités en 1837. 
Le narrateur de ces Lettres est un homme, bien que ses propos, fréquemment autobiographiques, concernent George Sand.. Toutes ces Lettres sont fictives, bien que la Lettre IV soit composée d’extraits de lettres authentiques. En fait, George Sand s'adresse au lecteur à travers ces Lettres. Toutes ont été publiées par la Revue des Deux-Mondes, à l'exception de la dernière.
Quarante ans plus tard, en 1877, Michel Lévy frères a publié à titre posthume un ouvrage intitulé Nouvelles lettres d'un voyageur, contenant des lettres et des textes inédits de George Sand.

## Lettres
- Lettre I : censée avoir été envoyée de Venise à Alfred de Musset, publiée le 15 mai 1834 par la Revue des Deux-Mondes
- Lettre II : censée avoir été envoyée de Venise à Musset, publiée le 15 juillet 1834 par la Revue des Deux-Mondes
- Lettre III : censée avoir été envoyée de Venise à Musset, publiée le 15 septembre 1834 par la Revue des Deux-Mondes
- Lettre IV : censée avoir été adressée au "Malgache", surnom donné par l'auteur au botaniste berrichon Jules Néraud. Composée d’extraits de lettres véritables, elle a été publiée le 1er juin 1836 par la Revue des Deux-Mondes
- Lettre V : censée avoir été adressée au futur député berrichon François Rollinat, publiée le 15 janvier 1835 par la Revue des Deux-Mondes
- Lettre VI : censée avoir été adressée à Éverard, surnom donné par l'auteur à Louis-Chrysostome Michel, publiée le 15 juin 1835 par la Revue des Deux-Mondes
- Lettre VII Sur Lavater et sur une maison déserte : censée avoir été remise au compositeur Franz Liszt par un mystérieux intermédiaire, publiée le 1er septembre 1835 par la Revue des Deux-Mondes
- Lettre VIII intitulée Le Prince : dressant un portrait acerbe de Charles-Maurice de Talleyrand-Périgord, elle a été publiée le 15 octobre 1834 par la Revue des Deux-Mondes
- Lettre IX : censée avoir été adressée au "Malgache" (Jules Néraud), publiée le 1er juin 1836 par la Revue des Deux-Mondes
- Lettre X : censée avoir été adressée à Charles Didier, publiée le 15 novembre 1836 par la Revue des Deux-Mondes
- Lettre XI : censée avoir été adressée au compositeur Giacomo Meyerbeer, publiée le 15 novembre 1836 par la Revue des Deux-Mondes
- Lettre XII : censée avoir été adressée à Désiré Nisard, publiée le 29 mai 1836 par la Revue de Paris. Il s'agit d'une réponse à une lettre de ce critique littéraire.